# Прича о војнику (ТВ филм)
„Прича о војнику” је југословенски ТВ филм из 1976. године. Режирала га је Мира Траиловић а сценарио је написао Драгослав Андрић по делу  Чарлса Фердинанда Рамуза.

## Улоге
| Глумац                  | Улога |
| ----------------------- | ----- |
| Зоран Радмиловић        |       |
| Јован Милићевић         |       |
| Предраг Мики Манојловић |       |
| Вишња Ђорђевић          |       |